# چکچک کردی
با چکچک دم‌سرخ اشتباه گرفته نشود.
چکچک کردی، چکچک کردستانی (نام علمی: Oenanthe xanthoprymna) گونه‌ای چکچک کوچک حشره‌خوار و کوچ‌کننده از تیره مگس‌گیران (حشره‌گیران بر قدیم) است که در خاورمیانه، جنوب شرقی ترکیه، غرب ایران، و شمال عراق زندگی می‌کند. این چکچک در فصل زمستان به مناطق گرمتر شبه‌جزیره عربستان و شمال آفریقا مهاجرت می‌کند.

## توصیف ظاهری
چکچک کردی ۱۵ سانتی‌متر طول دارد. پرنده نر با گلوی سیاه، خط چشمی نخودی و سیاهی کناره‌های سر و گردن که تا پوشش بال‌ها به رنگ قهوه‌ای نیز امتداد می‌یابد، شناخته می‌شود. اندکی سفیدی در بال‌های این چکچک وجود دارد و دمگاه آن قرمز بلوطی است با حاشیه‌های سفید تا دم که نوار انتهایی دم سیاه و باریک است. چکچک دم‌سرخ پرنده‌ای منزوی است و در هنگام پرواز دم را جمع می‌کند.